# Programul Artemis
Programul Artemis  este un program de explorare robotică și umană a Lunii, condus de NASA împreună cu șase agenții partenere majore – Agenția Spațială Europeană (ESA), Centrul Aerospațial German (DLR), Agenția Japoneză de Explorare Aerospațială (JAXA), Agenția Spațială Canadiană (CSA), Agenția Spațială Israeliană (ISA) și Agenția Spațială Italiană (ASI). Programul Artemis are ca scop restabilirea unei prezențe umane pe Lună pentru prima dată de la Apollo 17 în 1972. Principalele elemente ale programului includ Space Launch System (SLS), nava spațială Orion, stația spațială Lunar Gateway și sistemele comerciale de aterizare umană. Obiectivul pe termen lung al programului este de a stabili o bază permanentă pe Lună pentru a facilita fezabilitatea misiunilor umane către Marte.
Programul Artemis este o colaborare între agențiile spațiale guvernamentale și companiile private de zboruri spațiale, legate între ele prin acordurile Artemis și contractele de sprijin. Până în septembrie 2023, douăzeci și nouă de țări și un teritoriu au semnat acordurile, inclusiv partenerii spațiali tradiționali ai SUA (precum Agenția Spațială Europeană și agențiile din India, Canada, Japonia și Regatul Unit) și puterile spațiale emergente (precum Brazilia, Coreea de Sud, Mexic și Emiratele Arabe Unite).
Programul Artemis a fost înființat în mod oficial în 2017. Multe dintre elementele sale, cum ar fi nava spațială Orion, au fost dezvoltate în timpul programului anterior Constellation (2005-2010). Prima lansare a lui Orion cu ajutorul Space Launch System a fost stabilită inițial în 2016, dar a fost reprogramată și lansată la 16 noiembrie 2022 ca misiune Artemis 1, cu roboți și manechine la bord. Conform planului, lansarea Artemis 2 cu echipaj va avea loc în septembrie 2025, aterizarea lunară cu echipaj Artemis 3 în 2026, andocarea Artemis 4 cu Lunar Gateway în 2028 și viitoarele aterizări anuale pe Lună după aceea. Cu toate acestea, unii observatori remarcă faptul că este probabil ca programul și costurile să fie întârziate și depășite.

## Prezentare generală
Programul Artemis este organizat în jurul unei serii de misiuni Space Launch System (SLS). Aceste misiuni spațiale vor crește în complexitate și sunt programate să aibă loc la mai mult de un an una de cealaltă. NASA și partenerii săi au planificat misiunile Artemis 1 până la Artemis 5; misiunile ulterioare Artemis sunt în stadiu de propunere. Fiecare misiune SLS se concentrează pe lansarea unui booster SLS care transportă o navă spațială Orion. Misiunile de după Artemis 2 vor depinde de misiunile de sprijin lansate de alte organizații.

## Nave spațiale

### Orion

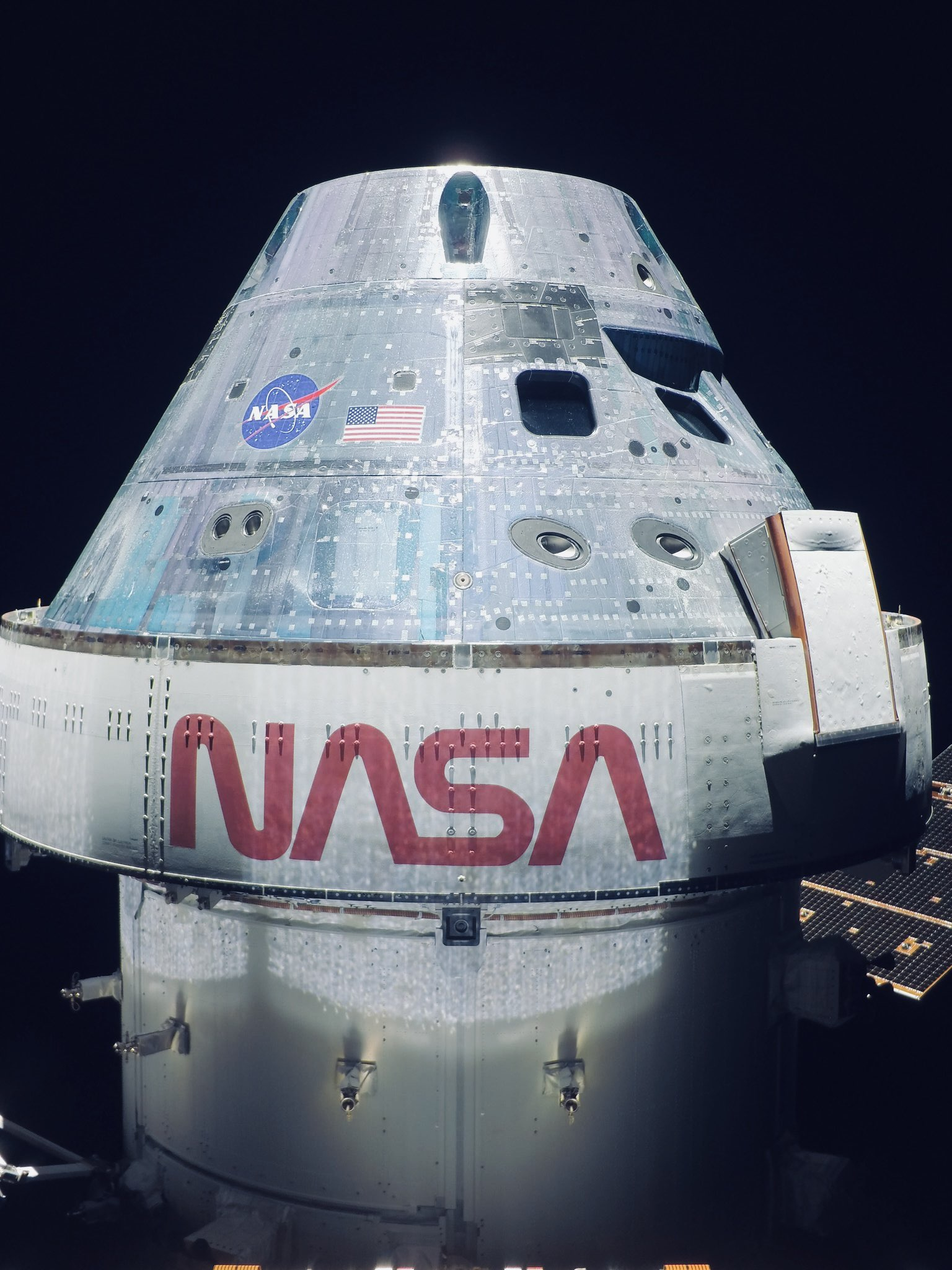
Capsula Orion

Orion este o clasă de nave spațiale parțial reutilizabile utilizate în programul Artemis. Nava spațială constă dintr-o capsulă spațială Crew Module (CM) proiectată de Lockheed Martin și European Service Module (ESM) produsă de Airbus Defence and Space. Capabilă să transporte un echipaj de șase persoane dincolo de orbita joasă a Pământului, Orion este echipat cu panouri solare, un sistem automat de andocare și un tablou de bord pe tot ecranul din sticlă modelat după cele utilizate în Boeing 787 Dreamliner. Are un singur motor AJ10 pentru propulsia inițială și alte motoare inclusiv motoarele sistemului de control al reacției. Deși proiectat pentru a fi compatibil cu alte vehicule de lansare, Orion este destinat în primul rând să fie lansat deasupra unei rachete Space Launch System (SLS).
Orion a fost conceput inițial de Lockheed Martin ca o propunere pentru Crew Exploration Vehicle (CEV) pentru a fi utilizat în programul Constellation al NASA, și urma să fie lansată deasupra rachetei Ares I. După anularea programului Constellation în 2010, Orion a fost reproiectată pentru a fi utilizat în inițiativa NASA Journey to Mars, care ulterior a fost numită Moon to Marte. SLS a înlocuit Ares I ca vehicul de lansare principal al lui Orion, iar modulul de service a fost înlocuit cu un design bazat pe Automated Transfer Vehicle al Agenției Spațiale Europene. O versiune de dezvoltare a CM al lui Orion a fost lansată în 2014 în timpul Exploration Flight Test-1. Până în 2022, au fost construite trei module Orion gata de zbor, cu unul suplimentar comandat, pentru a fi utilizate în programul Artemis; primul dintre acestea urma să fie lansat pe 30 noiembrie 2020, totuși Artemis 1 s-a lansat abia la 16 noiembrie 2022. S-a raportat că NASA și Lockheed Martin au găsit o defecțiune la o componentă a uneia dintre navele spațiale Orion, dar NASA a clarificat ulterior că nu se aștepta ca problema să afecteze data lansării Artemis 1.

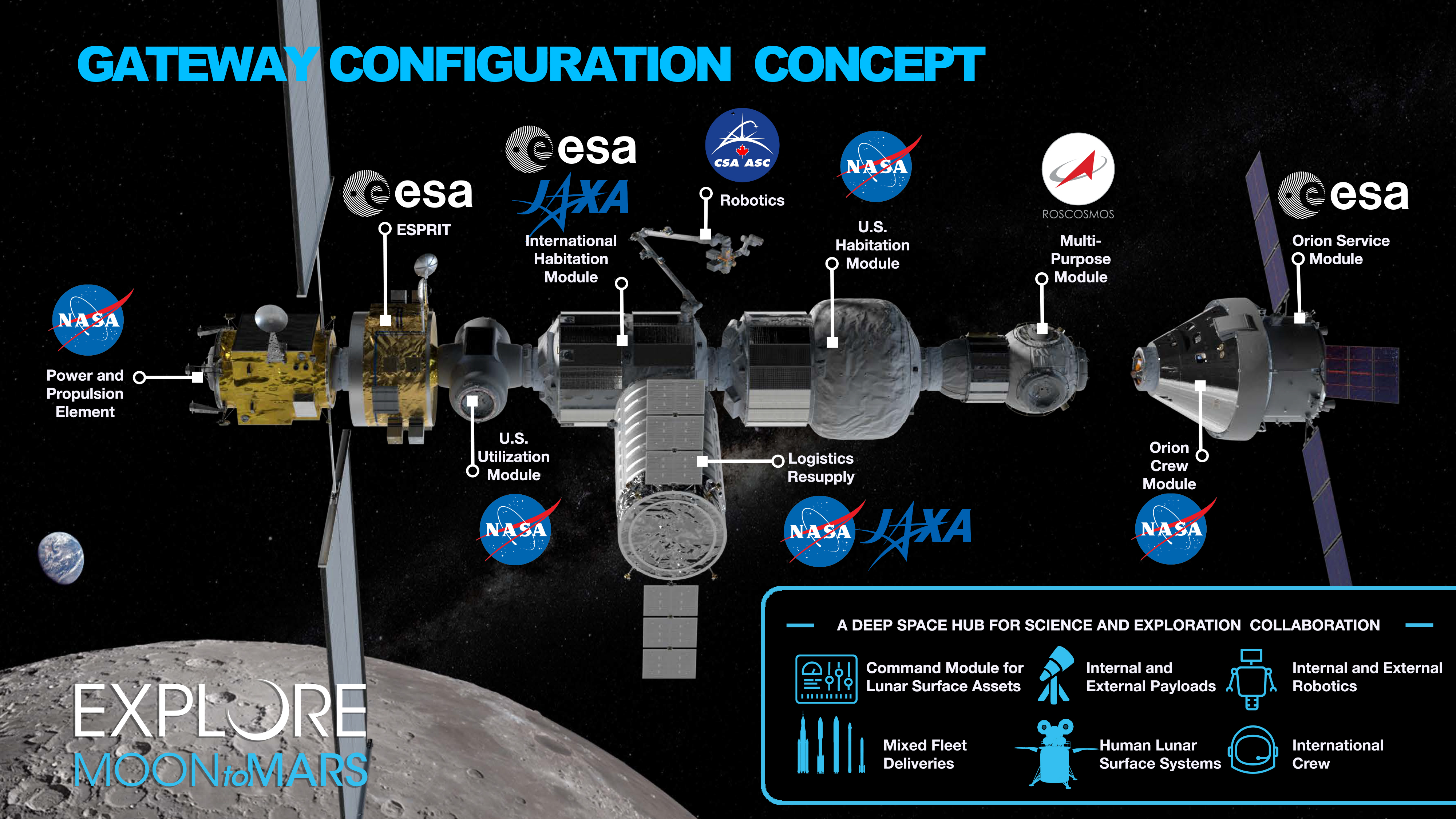
Un concept avansat Gateway care descrie cum ar putea arăta Gateway la sfârșitul anilor 2020.

### Gateway
Lunar Gateway este o mini-stație spațială aflată deocamdată în dezvoltare, care urmează să fie plasată pe o orbită lunară destinată să servească drept centru de comunicații alimentat cu energie solară, laborator științific, modul de locuire pe termen scurt pentru astronauții agențiilor guvernamentale, precum și zonă de depozitare pentru rovere. În timp ce proiectul este condus de NASA, Gateway este menit să fie dezvoltat, întreținut și utilizat în colaborare cu parteneri comerciali și internaționali: Canada (Agenția Spațială Canadiană) (CSA), Europa (Agenția Spațială Europeană) (ESA) și Japonia (JAXA).

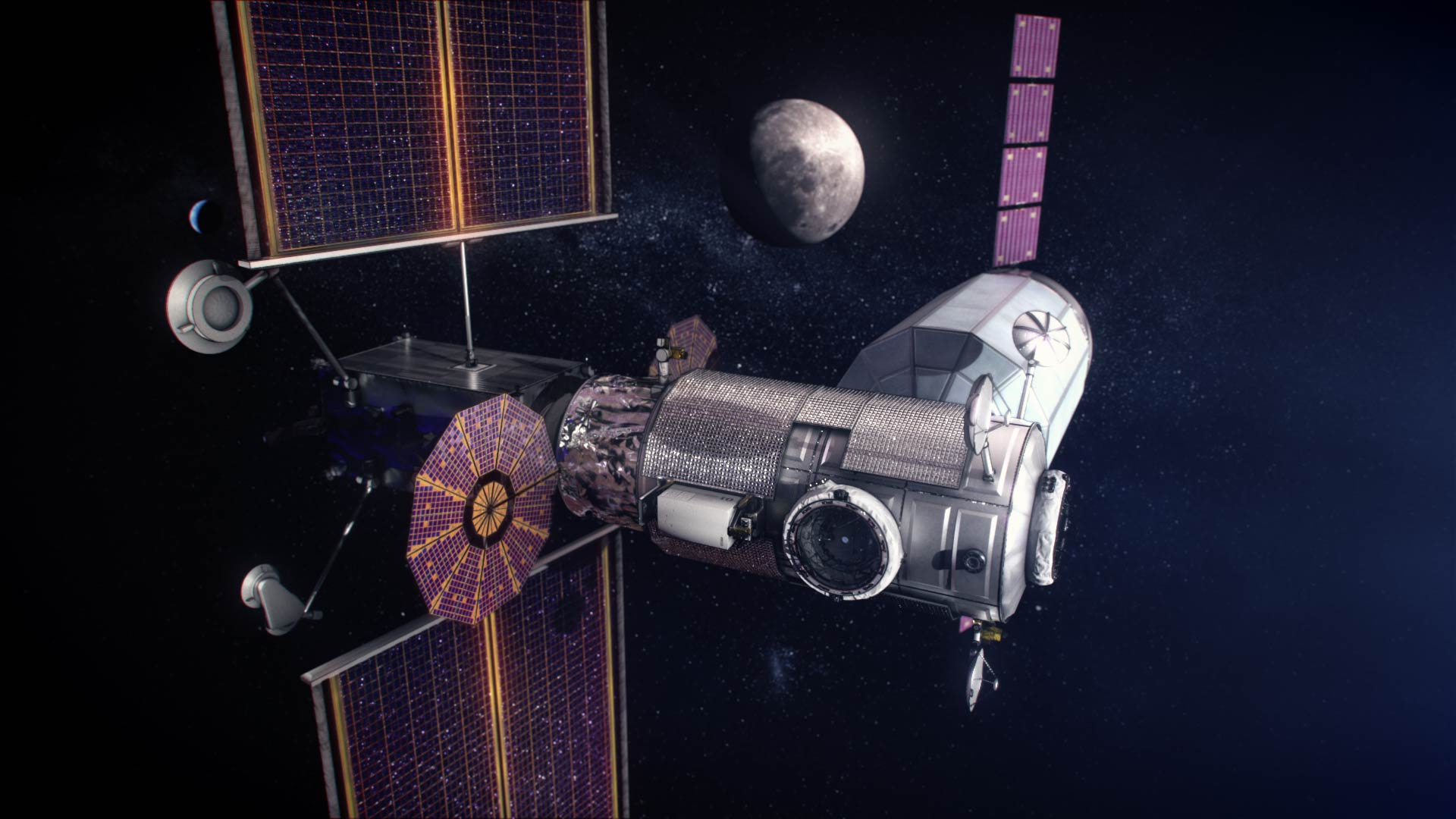
Reprezentare artistică a unei faze incipiente a Gateway, cu element de putere și propulsie (stânga), avanpost de locuințe și logistică (prim plan) și navă spațială cargo (fundal central)

Elementul de putere și propulsie (PPE) a început să fie dezvoltat la Jet Propulsion Laboratory în timpul misiunii de redirecționare a asteroizilor, în prezent anulată. Conceptul original a fost o navă cu propulsie electrică, de înaltă performanță, care ar prelua o rocă de mai multe tone de pe un asteroid și îl va aduce pe orbita Lunii pentru studiu.  Când misiunea ARM (Asteroid Redirect Mission) a fost anulată în 2017, propulsia electrică solară a fost reutilizată pentru Gateway. PPE va permite accesul pe întreaga suprafață lunară și va acționa ca un remorcher spațial pentru ambarcațiunile de vizitare. Acesta va servi, de asemenea, ca centru de comandă și comunicații al Gateway-ului. PPE urmează să aibă o masă de 8-9 tone și capacitatea de a genera 50 kW  de energie electrică solară pentru propulsoarele sale ionice, care poate fi suplimentată cu propulsie chimică.
Habitation and Logistics Outpost (HALO), va fi construit de Northrop Grumman Innovation Systems (NGIS). Falcon Heavy va lansa modulul HALO în noiembrie 2024 împreună cu modulul PPE. HALO se bazează direct pe un modul de alimentare Cygnus Cargo, folosită în prezent pentru aprovizionarea Stației Spațiale Internaționale. HALO urmează să fie dotat cu porturi radiale de andocare, baterii și antene de comunicații și va putea găzdui un echipaj Artemis pentru o perioadă de 30 de zile, deși va avea dimensiuni mai mici decât un modul al actualei ISS.
Oficialii NASA au sperat inițial că Gateway va fi pe poziție în apropierea Lunii la timp pentru misiunea Artemis 3 în 2024, permițând elementelor de aterizare lunară să fie asamblate, sau agregate, la Gateway înainte de sosirea astronauților pe o capsulă a echipajului Orion. Administratorul NASA, Jim Bridenstine, a declarat că misiunea Artemis 3 nu va mai trece prin Gateway, dar NASA nu renunță la program.
La sfârșitul lunii octombrie 2020, NASA și Agenția Spațială Europeană (ESA) și-au finalizat acordul de colaborare în programul Gateway. ESA va furniza un modul de habitat în parteneriat cu JAXA (I-HAB) și un modul de realimentare (ESPRIT). În schimb, Europa va avea trei oportunități de zbor pentru a lansa echipaj la bordul capsulei Orion, pentru care vor furniza modulul de service.

## Tabăra de bază Artemis

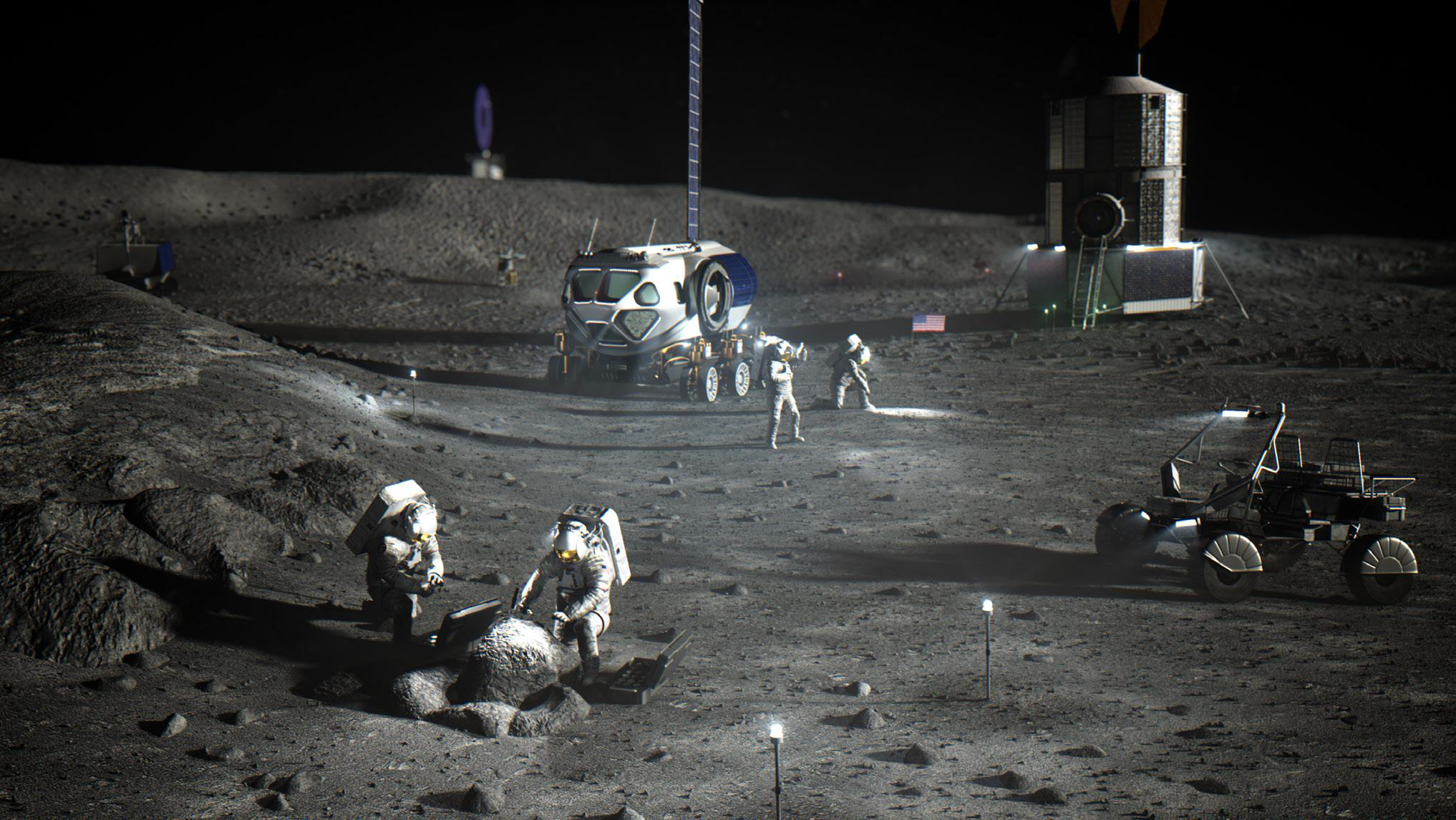
Reprezentare artistică a taberei de bază Artemis

Tabăra de bază Artemis este viitoarea bază lunară care va fi înființată la sfârșitul anilor 2020. Acesta ar consta din trei module principale: Habitatul de suprafață fundamental, Platforma mobilă locuibilă și Vehiculul de teren lunar.  Ar urma să sprijini misiuni de până la două luni și ar fi folosit pentru a studia tehnologiile de utilizat pe Marte. În prezent, craterul Shackleton este ținta principală pentru acest avanpost datorită varietății sale mari de geografie lunară și gheață de apă. Ar fi încadrat sub liniile directoare ale Tratatului privind spațiul cosmic.

### Habitatul de suprafață fundamental
Se știu puține despre avanpostul de suprafață, majoritatea informațiilor provenind din studii și documente de lansare care includ lansarea acestuia. Acesta va fi construit prin programe comerciale și, posibil, lansat tot prin programe comerciale în 2028 împreună cu un vehicul de explorare spațială. Locația bazei ar fi în regiunea polului sud și cel mai probabil ar fi un loc vizitat de misiuni anterioare cu echipaj și roboți.

### Platforma mobilă locuibilă

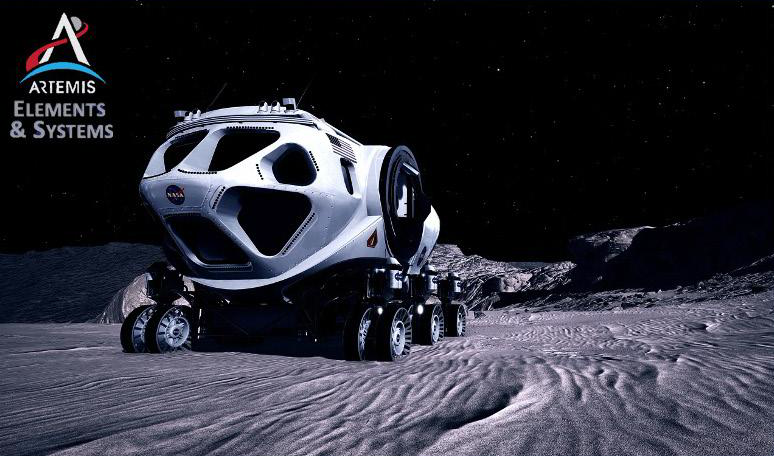
Platforma mobilă locuibilă a NASA bazată pe Vehiculul de explorare spațială Constellation din trecut.

Platforma mobilă locuibilă ar fi un rover mare presurizat folosit pentru a transporta echipajele pe distanțe mari. NASA a dezvoltat mai multe rovere sub presiune, inclusiv vehiculul de explorare spațială construit pentru programul Constellation, care a fost fabricat și testat. Ar putea fi gata pentru ca echipajul să-l folosească la suprafață, dar ar putea fi, de asemenea, controlat autonom din Gateway sau din alte locații. Mark Kirasich, care este directorul interimar al Advanced Exploration Systems al NASA, a declarat că planul actual este de a colabora cu JAXA și Toyota pentru a dezvolta un rover cu cabină închisă care să susțină echipajele timp de până la 14 zile (cunoscut în prezent sub numele de Lunar Cruiser). 

### Vehiculul de teren lunar
Vehiculul de teren lunar (LTV) este un rover nepresurizat care va fi folosit pentru a explora suprafața lunară și va putea transporta doi astronauți în costume spațiale, precum și 250 de kilograme de instrumente și echipamente pentru călătorii scurte.  Acesta va putea opera fără un echipaj la bord (controlat de la distanță de pe Pământ sau de pe Lună). Are funcționalități care le amestecă pe cele ale rover-ului lunar Apollo (care transportă echipajul) și pe cele ale vehiculelor de tip robot precum Curiosity (care poartă instrumente științifice active și un braț manipulator controlat de la distanță). 
Acesta va putea funcționa continuu timp de 8 ore, să efectueze expediții de 20 de kilometri și să supraviețuiască nopților lunare. NASA a decis să externalizeze complet proiectarea și construcția acestui vehicul și transportul acestuia pe suprafața Lunii. Producătorul urmează să fie selectat în vara lui 2023. Vehiculul trebuie să fie livrat pe sol lunar în august 2028 pentru a putea fi folosit de echipajul misiunii Artemis 8 în 2031..

## Misiuni
Toate misiunile Artemis cu echipaj vor fi lansate cu Space Launch System de la Complexul de Lansare 39B al Centrului Spațial Kennedy. Planurile actuale prevăd lansarea unor componente hardware de sprijin pe alte vehicule și de pe alte platforme de lansare. 
| Misiune   |  | Dată lansare      | Echipaj                                                   | Vehicol lansare | Vehicol lander        | Durată   | Scop                                                                                 | Status     |
| --------- |  | ----------------- | --------------------------------------------------------- | --------------- | --------------------- | -------- | ------------------------------------------------------------------------------------ | ---------- |
| Artemis 1 |  | 16 noiembrie 2022 | N/A                                                       | SLS Block 1     | N/A                   | 25 zile  | Orbită lunară fără echipaj și întoarcere                                             | Succes     |
| Artemis 2 |  | septembrie 2025   | - Reid Wiseman Victor Glover Christina Koch Jeremy Hansen | SLS Block 1     | N/A                   | ~10 zile | Survol lunar pentru 4 persoane                                                       | Planificat |
| Artemis 3 |  | septembrie 2026   | Va fi anunțat                                             | SLS Block 1     | Starship HLS Option A | ~30 zile | Orbită lunară pentru 4 persoane cu aterizare lunară pentru 2 persoane.               | Planificat |
| Artemis 4 |  | septembrie 2028   | Va fi anunțat                                             | SLS Block 1B    | Starship HLS Option B | ≈30 zile | Orbită lunară de 4 persoane și livrarea modulului I-HAB către Lunar Gateway.         | Planificat |
| Artemis 5 |  | septembrie 2029   | Va fi anunțat                                             | SLS Block 1B    | Blue Origin Blue Moon | ≈30 zile | Aterizarea pe Lună și livrarea Modulului de realimentare ESPRIT către Lunar Gateway. | Planificat |
| Artemis 6 |  | septembrie 2030   | Va fi anunțat                                             | SLS Block 1B    | Va fi anunțat         | ≈30 zile | Aterizare lunară cu livrarea modulului Gateway Airlock.                              | Planificat |

### Propuse
O propunere recomandată de William H. Gerstenmaier înainte de realocarea sa din 10 iulie 2019  a sugerat patru lansări ale vehiculului de lansare SLS Block 1B cu nava spațială Orion și module logistice către Gateway între 2024 și 2028. În noiembrie 2021, planurile de a returna oamenii pe Lună în 2024 au fost anulate, iar misiunea Artemis 3 a fost amânată până cel puțin în 2025. Cu toate acestea, rămân încă în vigoare planurile ca misiunile Artemis V până la IX cu echipaj să se lanseze anual între 2027 și 2031, testarea utilizării resurselor in situ și a energiei nucleare pe suprafața lunară cu un lander parțial reutilizabil.  Artemis VII va lansa în 2029  un echipaj de patru astronauți către un avanpost lunar la suprafață.
Înainte de fiecare misiune Artemis cu echipaj, diferite încărcături utile către Gateway, cum ar fi depozitele de realimentare și elementele consumabile ale aterizatorului lunar, vor fi desfășurate de vehicule comerciale de lansare.
| Misiune    | Dată lansare       | Echipaj       | Vehicul lansare | Durată   |
| ---------- | ------------------ | ------------- | --------------- | -------- |
| Artemis 7  | septembrie 2031    | Va fi anunțat | SLS Block 1B    | ≈30 zile |
| Artemis 8  | 2032               | Va fi anunțat | SLS Block 1B    | ≈60 zile |
| Artemis 9  | 2033               | Va fi anunțat | SLS Block 2     | ≈60 zile |
| Artemis 10 | 2034 (planificare) | Va fi anunțat | SLS Block 2     | ≈60 zile |
| Artemis 11 | 2035 (planificare) | Va fi anunțat | SLS Block 2     | ≈60 zile |